# 召喚 (映画)
召喚（しょうかん、The Summoning）は、アメリカ合衆国のホラー映画。 プレイメイトのシャナ・マリー・マクラフリンが主演することでも知られる。
『BACHELOR』誌は「コンマビジョンからの日本語字幕つきでの発売が期待される」と特筆した。

## あらすじ
キャシーたち友人グループは、秘密の大パーティに出るために、車で出発する。しかし、それは悪魔の儀式であり、彼らが生贄として、呼ばれてしまっていて、その逃走の最中に、彼らは次第に心身ともに壊れていき・・・

## スタッフ
（出典：IMDb）
監督Curtis Schultz
製作Wesley Alley, Quinton Macari III et al.
音楽Robert Reider
美術Jamie MacPherson, Erika Weatherbee

## キャスト
（出典：IMDb）
Caseyシャナ・マリー・マクラフリン
ShelleyAmy LoCicero
JaredBrian C. Chenworth